# سيسيل روبرتس
سيسيل روبرتس (بالإنجليزية: Cecil Roberts)‏ هو نقابي أمريكي، ولد في 31 أكتوبر 1946 في مقاطعة كاناوا في الولايات المتحدة.